# Đorđe Gagić
Djordje Gagic (Benkovac, Croacia, 28 de diciembre de 1990) es un jugador de baloncesto serbio, que ocupa la posición de pívot. Actualmente pertenece a la plantilla del KK Borac Čačak de la Liga Serbia de Baloncesto.

## Trayectoria
Formado en varios equipos serbios, su primera experiencia sénior fue con el Mornar montenegrino (2009-11) para luego militar en el Hemofarm (2011-12), el Partizán de Belgrado (2012-15), el Royal Hali Gazientep turco en la recta final de la 2014-15 y este año en el citado Enel Brindisi de Italia. Campeón de la Liga Adriática y de la Liga Serbia a su paso por Partizán, tiene experiencia en Euroliga y Eurocup.
En la temporada 2015/16 jugó en el Enel Brindisi italiano, donde promedió 7,8 puntos y 4,6 rebotes en la competición
doméstica; y 8,9 puntos y 5,1 rebotes en Eurocup.
En abril de 2016, el Iberostar Tenerife cierra el fichaje del pívot serbio hasta final de temporada.
En la temporada 2019-20 jugaría durante la primera parte de la temporada en Grecia en las filas del Aris Salónica BC y acabaría la temporada en el BC Igokea.
El 5 de diciembre de 2020, firmó con Krepšinio klubas Lietkabelis de la Lietuvos Krepšinio Lyga lituana.
El 28 de diciembre de 2022, firma por el KK Borac Čačak de la Liga Serbia de Baloncesto.

## Internacionalidades
El jugador ha sido internacional con su país en la Universiada de Kazan 2013 y en el Eurobasket de 2015, disputado en Eslovenia.